# Corregedor (Portugal)
Em Portugal, o corregedor era o magistrado administrativo e judicial que representava a Coroa em cada uma das comarcas, durante o Antigo Regime. Competia-lhe fiscalizar a aplicação da Justiça e a administração dos diversos concelhos da sua comarca. A sua ação era conhecida por "correição", termo que, por extensão também se aplicava às próprias comarcas. A comarca de Lisboa manteve sempre uma organização especial, dispondo de vários corregedores, uns do crime e outros do cível. Existiam também corredores da Corte, associados à Casa da Suplicação, que acompanhavam a Corte do Rei e exerciam a correição nos locais onde está se encontrava.

## História
Quando são criadas as comarcas, no século XV, o Rei de Portugal é representado, em cada uma delas, por um magistrado designado tenente. Mais tarde, os tenentes passarão a ser designados meirinhos-mores e, depois, corregedores.
Com a criação dos corregedores, os nobres ficaram apenas com as alcaidarias dos castelos, enquanto o governo do distrito passava para as mãos dos legistas de confiança régia. Como representantes da autoridade real, agiam na esfera judicial e em serviços administrativos. Perante os corregedores deveriam comparecer todos os que tivessem queixas a apresentar de alcaides, juízes, tabeliães ou de poderosos e todos os que tivessem demandas para desembargar. Incumbia-lhes fiscalizar se os juízes postos pelo rei desembargavam as demandas e averiguariam também dos juízes de fora. 
O corregedor só em casos excepcionais poderia nomear um ouvidor em seu lugar, e só por um mês.
No território de Castela e Leão o termo correspondente era "adiantado", em castelhano Adelantado. O primeiro adiantado foi nomeado em 1253 em La Frontera (Andaluzia), e a partir de 1258 o cargo estendeu-se à Galiza, Castela, Leão e Múrcia. Na Galiza e outros territórios do norte da Península, os meirinhos maiores, que tinham poderes executivos mas não judiciais, foram substituídos pelos adiantados, mas continuou-se a utilizar o nome de meirinho como sinónimo. No sul da península só se lhes chamou adiantados, e foram adquirindo mais competências militares. No início da Idade Moderna o título convertera-se em hereditário e puramente honorífico.
Durante a conquista da América por Espanha, o rei concedeu o título de adiantado aos conquistadores que empreendiam expedições com meios privados e que se convertiam em representantes da Coroa no território que conquistassem.
A consagração da separação de poderes resultante da Revolução Liberal de 1820 levou à separação entre as competências judiciais e as competências administrativas dos corregedores e à, consequente, extinção do cargo. As competências judiciais passaram para os juízes de direito e juízes da Relação. As competências administrativas passaram para os governadores civis.

## Corregedores da Corte
Associado à Casa da Suplicação existia o corregedor da Corte, cujo ofício foi mais tarde desdobrado em dois, um para os feitos crimes e outro para os feitos cíveis. A Corte Portuguesa e a Casa da Suplicação eram então itinerantes, competindo aos corregedores da Corte acompanhá-las. Tradicionalmente, competia aos corregedores da Corte desempenhar as mesmas funções dos corregedores das comarcas nos locais onde se encontrasse o Monarca ou a Casa da Suplicação.
As suas atribuições eram extensas e as principais eram:
- julgar diversos tipos de feitos judiciais (os que não exigiam abertura de um processo; os que eram promovidos por viúvas, órfãos ou pessoas miseráveis que a ele recorriam; os que estavam relacionados com jogos de azar, usura, excomunhões, etc.);
- fiscalizar contas de concelhos, albergarias, hospitais e órfãos;
- determinar o conserto de bens de concelhos, órfãos, hospitais e albergarias que se encontrassem danificados;
- verificar o estado dos castelos; nomear corregedores e meirinhos de comarcas; emitir diversos tipos de cartas.

Com o desdobramento dos ofícios, passou a caber, ao corregedor da Corte dos feitos crimes, o julgamento de todos os crimes que ocorressem no local onde se encontrasse a Casa da Suplicação e no perímetro de cinco léguas em redor daquele. Ao corregedor da Corte dos feitos cíveis cabia desempenhar as funções do corregedor da comarca igualmente na zona onde se encontrasse a Corte.

## Século XX
No século XX, a designação "corregedor" foi reintroduzida em Portugal, passando a ser usada como categoria e título honorífico dos juízes de direito quando exerciam funções, às quais estava associada, por inerência, a presidência de tribunais coletivos. Tinham assim o título de "corregedor" os presidentes dos círculos judiciais, bem como os juízes dos juízos criminais e das varas cíveis. A categoria de corregedor voltou, no entanto, a ser novamente extinta através da Lei orgânica dos tribunais judiciais de 1977 (Lei n.º 82/77 de 6 de dezembro).